# دوريان متطاول
دوريان متطاول (الاسم العلمي:Durio oblongus) هو نوع من النباتات يتبع جنس الدوريان من الفصيلة الخبازية.